# إيليجلوستات
إيليجلوستات (بالإنجليزية: Eliglustat)‏ هو دواء يُستعمل في علاج:
- داء غوشيه[10]

## دوره
يلعب هذا الدواء دورًا في علاج الأمراض كونه:
- مثبط إنزيم